# 1973 у футболі
Нижче наведені футбольні події 1973 року у всьому світі.

## Засновані клуби
- БАТЕ (Білорусь)
- Ель Мокаволун аль-Араб (Єгипет)
- КАПС Юнайтед (Зімбабве)

## Національні чемпіони
- Англія: Ліверпуль
- Аргентина: Росаріо Сентраль
- Бразилія: Палмейрас
- Італія: Ювентус
- Іспанія: Атлетіко (Мадрид)
- НДР: Динамо (Дрезден)
- Нідерланди: Аякс (Амстердам)
- СРСР: Арарат (Єреван)
- ФРН: Баварія (Мюнхен)
- Франція: Нант
- Шотландія: Селтік
- Югославія: Црвена Звезда